# 메리진 오도허티
메리진 아나이스 오도헤르티 바스마쟌(아르메니아어: Մերի-Ջին Անայիս Օ'Դոհերթի Բասմաջյան, 1982년 4월 2일 ~ )는 아르메니아의 소프라노 가수이다. 그리스, 오스트레일리아 혈통을 갖고 있다. 유로비전 송 콘테스트 2015에서 아르메니아 대표로 참가한 지니앨러지의 멤버이다.